# Barriada España
La Barriada España es un barriada de comienzos del siglo XX creada como expansión del centro histórico en Jerez de la Frontera (Andalucía, España). Considerada la primera barriada planificada de Jerez, actualmente, la Barriada España está catalogada como "barriada singular", contando con una especial protección la fachada, el cerramiento exterior y los patios de las viviendas.

## Historia
La Barriada España se trata de una barriada histórica, siendo la primera edificada en el siglo XX superando el cinturón de bodegas que durante el siglo XIX había rodeado el centro histórico de la ciudad. 
Su planificación urbanística fue llevada a cabo por el arquitecto municipal Fernando de la Cuadra durante la Segunda República. Con el objetivo de ser una barriada de casas para obreros, la Asociación Jerezana de la Caridad empezó a promover su construcción basándose en la Ley de Casas Baratas  bajo las ideas del Movimiento higienista. Su nombre original en el proyecto era Cooperativa de Casas Baratas Pablo Iglesias. En octubre de 1936, en plena Guerra Civil, se entregaba la primera vivienda. 
Tras el golpe de Estado de 1936 el régimen franquista expropió las casas con las que contaba el sindicato UGT para esta cooperativa con el fin de cederlas a personas adheridas al régimen Adicionalmente, bautizó la barriada como Barriada España y dio nombre a las calles con una significación franquista.

## Descripción
La Barriada España fue planificada durante la Segunda República durante el mandato del alcalde Francisco Germá Alsina,  aunque finalmente fue terminada por el ayuntamiento franquista e inaugurada oficialmente en 1943.
Se trata de la primera barriada planificada del siglo XX, rompiendo el urbanismo histórico del barrio de San Pedro.
La originalidad de la Barriada España radica en su fisonomía, fruto de una ideología política y social. Una gran parte se define en calles paralelas, con casas de una o dos alturas y patio exterior. La barriada se articula alrededor de  una alameda central, llamada Alameda de España, acercando un modelo social a la población obrera de la ciudad. Adjunto también se desarrolló el primer bloque de vecinos de Jerez, "germen de las futuras grandes intervenciones residenciales en la ciudad" como La Plata o La Constancia.
Este modelo social de la República que define la Barriada España se distancia de la posterior planificación franquista de nuevos barrios de la ciudad. 
Actualmente la Barriada España se define entre  
- la Avenida Virgen De Fatima, limítrofe con la Barriada de la Constancia y donde se encuentra la Parroquia de Fátima ,
- la calle Clavel de marcado carácter histórico, uniendo la Barriada España y La Albarizuela, a través también del creciente cinturón bodeguero[7]y
- la Avenida de Nuestra Señora de la Paz, donde se encuentra la Rotonda de la Venencia.

Actualmente, varios negocios de restauración están abiertos en la Avenida de Nuestra Señora de la Paz, en contraste con el carácter tranquilo de la Barriada España.

## Protección urbanística
La Barriada España está calificada urbanísticamente como barriada singular.  
Hasta 2021, estaba protegido el conjunto de la barriada por su valor urbano y espacial pero no sus edificaciones, por lo que algunas casas anteriormente fueron completamente derribadas y reconstruidas como unifamiliar, sin conservar las cualidades estéticas originales. 

El 30 de septiembre de 2021 se aprobó el PGOU con la nueva protección de la Barriada España: 
"El valor más importante a preservar para toda la barriada es el carácter de ciudad jardín propia de los años 30 - 40 del siglo XX: Viviendas unifamiliares en manzana compacta, con una línea de fachada original en continuidad para cada frente de manzana, con patio delantero individualizado para cada vivienda. En cada casa catalogada, cuando pervivan valores originales de la arquitectura tradicional de la barriada, se pretende conservar el patio delantero, la fachada de la vivienda y el cerramiento del patio delantero."  
En dicho PGOU se hace una catalogación, casa por casa, de los elementos a conservar. Entre los elementos comunes destacan:
- Fachadas: se debe preservar la composición de fachadas y su lenguaje arquitectónico.
- Cerramiento de patios delanteros: base opaca con cerramiento de rejería y no superior a 2,10 metros.
- Materiales de acabado: principalmente paramentos enfoscados con mortero pintado a la cal o con pintura lisa. Se prohíben los acabados con cerámica, azulejos, baldosas, etc.
- Color: el color predominante en fachadas será el blanco. En molduras, vuelos, celosías, zócales y elementos decorativos se permite también el color calamocha o tierra claro. Se prohíbe el empleo de colores primarios o secundarios, y derivados.
- Carpintería: debe ser blanca, marrón, negro o verde carruaje.
- Rejería: deben ser las originales o que respeten el diseño tradicional (barras verticales lisas o ligeramente ornamentadas)
- Toldos: solo en locales comerciales.
- Cubiertas: azoteas a la andaluza. No se admiten áticos ni espacios vivideros por encima de la altura máxima permitida.
- Garajes: se prohíben los garajes en la fachada que da a los patios delanteros de viviendas.

## Memoria Histórica
Debido al periodo de su construcción e inauguración, en la Barriada España predominan espacios urbanos nombrados bajo la dictadura franquistas. Con la Ley de Memoria Histórica y Democrática de Andalucía, que entró en vigor en junio de 2017, se renombraron calles con denominaciones franquistas a otros nombres de alcaldes de la ciudad. 
Algunos de estos cambios fueron: 
- La calle Cuartel de Simancas se cambió por Calle Alcalde Francisco Jiménez Guinea, primer alcalde republicano electo de Jerez en la Primera República[10]
- La calle 29 de octubre, fecha de la fundación de la Falange, se cambió por calle María del Carmen Requejo Iglesias.
- La Plaza de la Falange se cambió por Plaza Alcalde Francisco Germá Alsina, químico, catedrático y primer alcalde republicano electo de Jerez en la Segunda República[11]
- La calle General Moscardó por Calle Pintor Muñoz Cebrián.[12]
- La calle Comandante Castejón por Calle Alcalde-Abogado Pedro Lassaleta.
- La calle Francisco Solís, jefe provincial de la FE-JONS en 1934, en un tramo por Calle Alcalde Juan Narváez Ortega, alcalde el 6 de mayo de 1933, tras Francisco Germá Alsina, y en un segundo tramo por Alcalde Santiago Lozano Corralón, alcalde de Jerez antes de la proclamación de la Segunda República.[13]
- La calle Antonio Molle, por Alcalde José Barberán Pacheco, alcalde en 1873 cuando la abdicación de Amadeo I.
- El colegio de infantil y primaria José María Pemán por colegio Gloria Fuertes. [14]

No obstante, aún permanecen elementos que el periodista Francisco Romero considera que no deberían estar:
- En la Calle Pintor Muñoz Cebrián, se encuentra la placa que recuerda a Bernabé Rico Cortés, primer alcalde franquista.
- Calle José María Pemán: apoyó el régimen de Franco y tras el golpe militar se hizo máximo responsable de la depuración docente de la República. Se estima que al menos un tercio de los catedráticos  existentes entonces en España fueron represaliados.
- Calle Pedro Pemartín: hermano de Julián Pemartín, vicesecretario general de la Falange, Murió durante la guerra civil y fue elevado a mártir por el régimen franquista.
- Calle Nuestra Señora de la Cabeza: santuario de Andújar que fue considerado un símbolo de la resistencia católica ante la República debido a sucesos bélicos hasta mayo de 1937.
- Calle Padre Ruiz Candil: canónigo de la Colegial de Jerez asesinado en Grazalema a finales de 1936 y que fue elevado por el régimen franquista a mártir de la iglesia.